# 942 Dakar, historia de una familia
Pour plus de détails, voir Fiche technique et Distribution.
942 Dakar, historia de una familia est un film espagnol réalisé en 2008.

## Synopsis
Bamba, un Sénégalais établi à Saragosse, est revenu chez lui à Dakar pour y passer une brève période avec sa famille. Qui sont-ils ? Qu’est-ce qui les préoccupe et comment ressentent-ils l’absence des êtres qui leur sont chers ?

## Fiche technique
- Réalisation : Ojocítrico : Adolfo Ramírez, Fermín Lizarraga, Diego del Barrio
- Production : Ojocítrico Producciones
- Scénario : Ojocítrico
- Image : Diego Martín Verdugo
- Montage : Ojocítrico, Irlanda Tambaschio, Marta Salas
- Son : Abel González
- Musique : Jonás Gimeno, Bamba Sow
- Interprètes : Familia Sow, Familia Mbaye